# Graptopetalum fruticosum
Graptopetalum fruticosum ist eine Pflanzenart aus der Gattung Graptopetalum in der Familie der Dickblattgewächse (Crassulaceae).

## Beschreibung

### Vegetative Merkmale
Graptopetalum fruticosum bildet kleine Sträucher mit papilösen und an der Basis verzweigten Trieben. Diese werden bis 40 Zentimeter lang, bei einem Durchmesser von 0,25 bis 0,8 Zentimeter. Die spateligen bis rhombig-spateligen oder abgerundeten Blätter stehen in lockeren Rosetten von 3 bis 7 Zentimeter Durchmesser. Diese sind aus 20 bis 30, zerstreut über 2,5 bis 10 Zentimeter stehenden Blättern zusammengesetzt. Die blassgrünen oder rötlichen und etwas glauk bereiften Blätter haben eine anscheinend aufgesetzte Spitze und werden 2 bis 4 Zentimeter lang und 0,8 bis 2 Zentimeter breit, bei einer Dicke von 2,5 bis 4 Millimeter.

### Blütenstände und Blüten

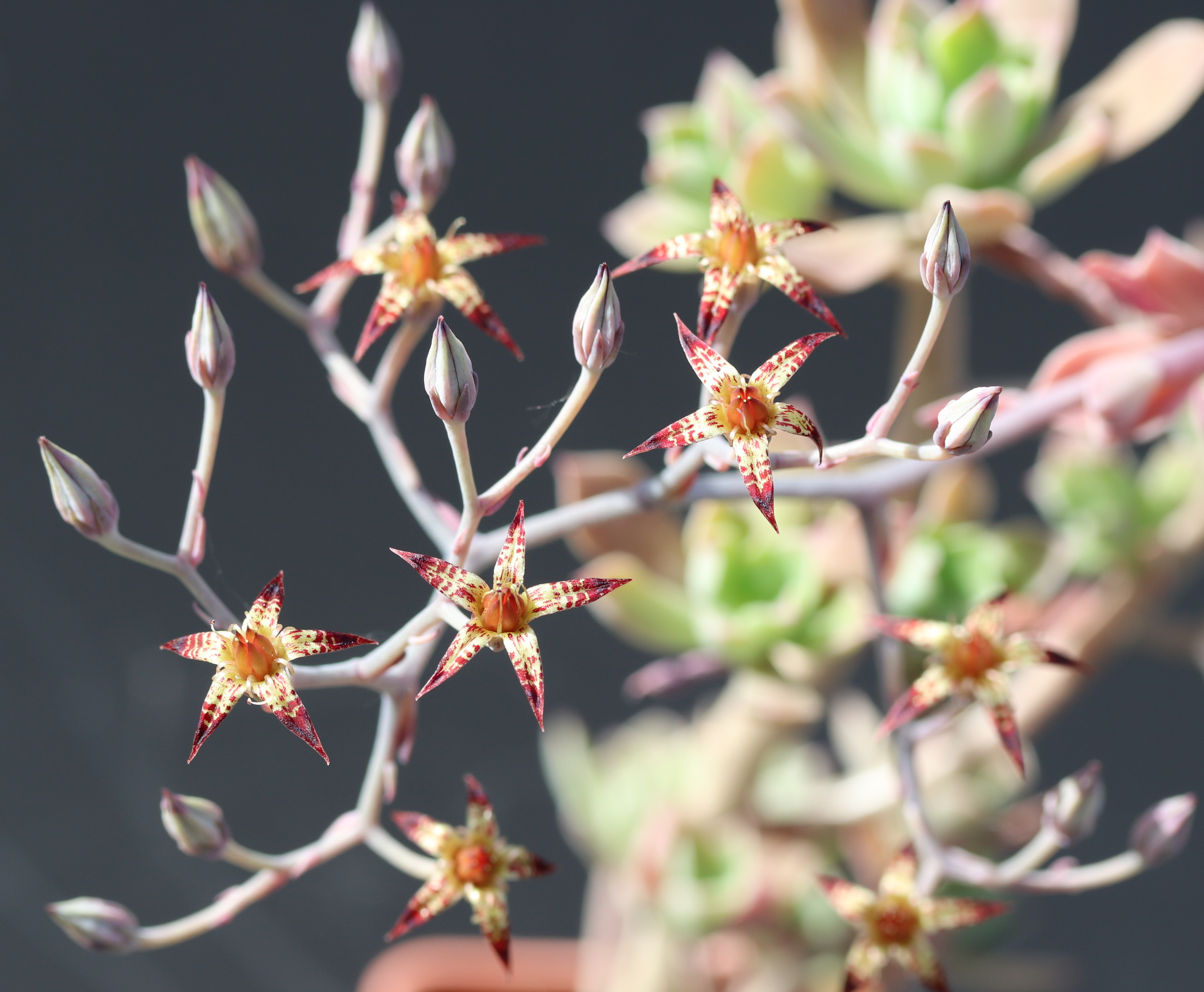
Blütenstand und Einzelblüten

Der Blütenstand wird 3 bis 14 Zentimeter unterhalb der Triebspitze ausgebildet. Er ist 12 bis 30 Zentimeter lang, glauk bereift und wird aus Thyrsen mit jeweils 12 bis 50 Blüten gebildet. Diese Thyrsen besitzen eine im Zickzack verlaufende Achse, sind 5 bis 14 Zentimeter lang und bestehen aus 5 bis 11 wickeligen Zweigen mit 0 bis 3 weiteren Verzweigungen. Die fünf- bis sechszähligen Blüten sind 5 bis 18 Millimeter lang gestielt. Die anliegenden, fast freien und dreieckig bis länglichen Kelchblätter sind spitz und werden 2 bis 4,5 Millimeter lang und 1 bis 1,5 Millimeter breit. Die Blütenkrone hat einen Durchmesser von 16 bis 21 Millimeter. Die dreieckig-lanzettlichen Kronblätter werden 7 bis 9 Millimeter lang und 2 bis 3 Millimeter breit. Sie sind blassgelb oder gelblich weiß gefärbt. Auf den spitzen Zipfeln der 3 bis 3,5 Millimeter langen und 3,5 bis 5,5 Millimeter breiten, glockenförmigen Röhre sind kardinalrote Streifen vorhanden, die zur Spitze hin zusammenfließen. Die 6 bis 8 Millimeter langen Staubfäden sind auf etwa 2,5 bis 3 Millimeter mit der Kronröhre verwachsen. Die weißlichen bis orangegelben Nektarschüppchen sind an der Basis schlank und gestutzt. Sie werden 0,4 bis 0,5 Millimeter lang und 0,7 bis 0,9 Millimeter breit. Der schlagartig verschmälerte Griffel ist leicht nach außen geneigt und wird 0,6 bis 0,7 Millimeter lang.
Die Chromosomenzahl beträgt ist n = 31.

## Verbreitung und Systematik
Graptopetalum fruticosum ist im mexikanischen Bundesstaat Jalisco auf Felsen in Höhenlagen von etwa 1050 bis 1200 Metern verbreitet.
Die Erstbeschreibung von Graptopetalum fruticosum erfolgte 1968 durch Reid Venable Moran.

## Nachweise